# Pujol dels Graus
El Pujol dels Graus és una muntanya de 522 metres que es troba al municipi de l'Espluga Calba, a la comarca catalana de les Garrigues.